# Mercedes-Benz Clase CLS
El Mercedes-Benz Clase CLS es un automóvil de turismo de lujo del segmento E producido por el fabricante alemán Mercedes-Benz desde principios del año 2004. Comparte su plataforma y mecánica con el Mercedes-Benz Clase E, y se fabrica en Sindelfingen, Alemania, y en la planta de Estados Unidos de Mercedes, ubicada en el condado Tuscaloosa en el estado de Alabama.
El Clase CLS es muy similar al Vision CLS, un prototipo presentado en el Salón del Automóvil de Frankfurt de 2003. Su carrocería sedán de cuatro puertas tiene una silueta similar a la de un cupé, con una luneta trasera muy curva e inclinada. Debido al poco espacio en las plazas traseras, está homologado para cuatro personas.
El Clase CLS tiene motor delantero longitudinal, tracción trasera y una caja de cambios automática de siete marchas 7G Tronic, salvo el CLS 55 AMG, que tiene una caja automática de cinco marchas.

## Primera generación (W219, 2004-2009)
El Mercedes-Benz W219 automóviles comenzó su producción en 2004 y está basado en la plataforma de la tercera generación del Mercedes-Benz Clase E. Es vendido como "4 puertas coupe", aunque el estilo de carrocería está bien denominado un sedán de 4 puertas, aunque con estilo de fastback. El Clase CLS se mostró por primera vez como un prototipo llamado Vision CLS 2003, que fue presentado en Salón del Automóvil de Fráncfort de ese mismo año.
Más de 150 ingenieros de IVM fueron involucrados, por lo que el CLS vehículo del proyecto de desarrollo más grande en la historia de la compañía.
El primer CLS salió de la línea de montaje el 20 de abril de 2004. La producción de la versión CLS 500 hizo su debut en el 2004, New York Auto Show Internacional. Una versión AMG fue presentada en el Salón del Automóvil de Paris 2004, denominado CLS 55 AMG. Sólo 3.000 CLS 55 AMG se construyen cada año.
A la venta en Europa en 2004, el CLS fue puesto a la venta en Estados Unidos en enero de 2005 en las versiones CLS 500 y CLS AMG 55.  
En 2009 se conoció la segunda generación de este modelo, que fue presentada oficialmente en enero de 2010, en el NAIAS show. Más de 170.000  Clase CLS W219 fueron producidos cuando la producción terminó el 13 de julio de 2010. Mercedes eliminó tanto el 5.0L del CLS 500 y el CLS 5.5L V8 Supercharged del CLS 55 AMG y los cambió a dos nuevos motores uno V8 de 5.5L y otro, también V8 de 6.2L. Esto resultó en el cambio de nombre en el 2007 a CLS 63 AMG (6,2 litros V8 ) y CLS 550 (5.5L V8) en los Estados Unidos. 

### Características

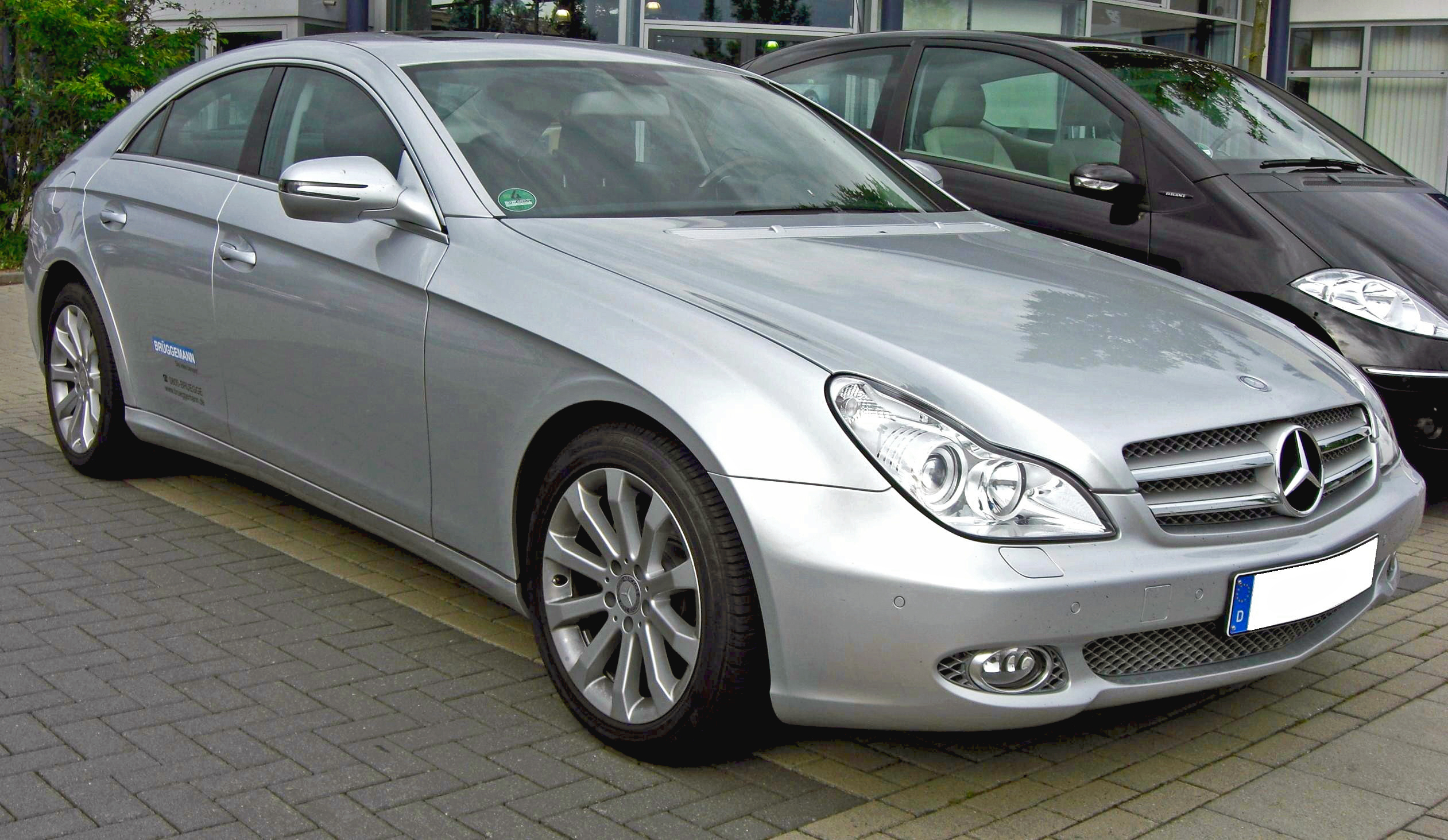
Mercedes CLS Reestilización

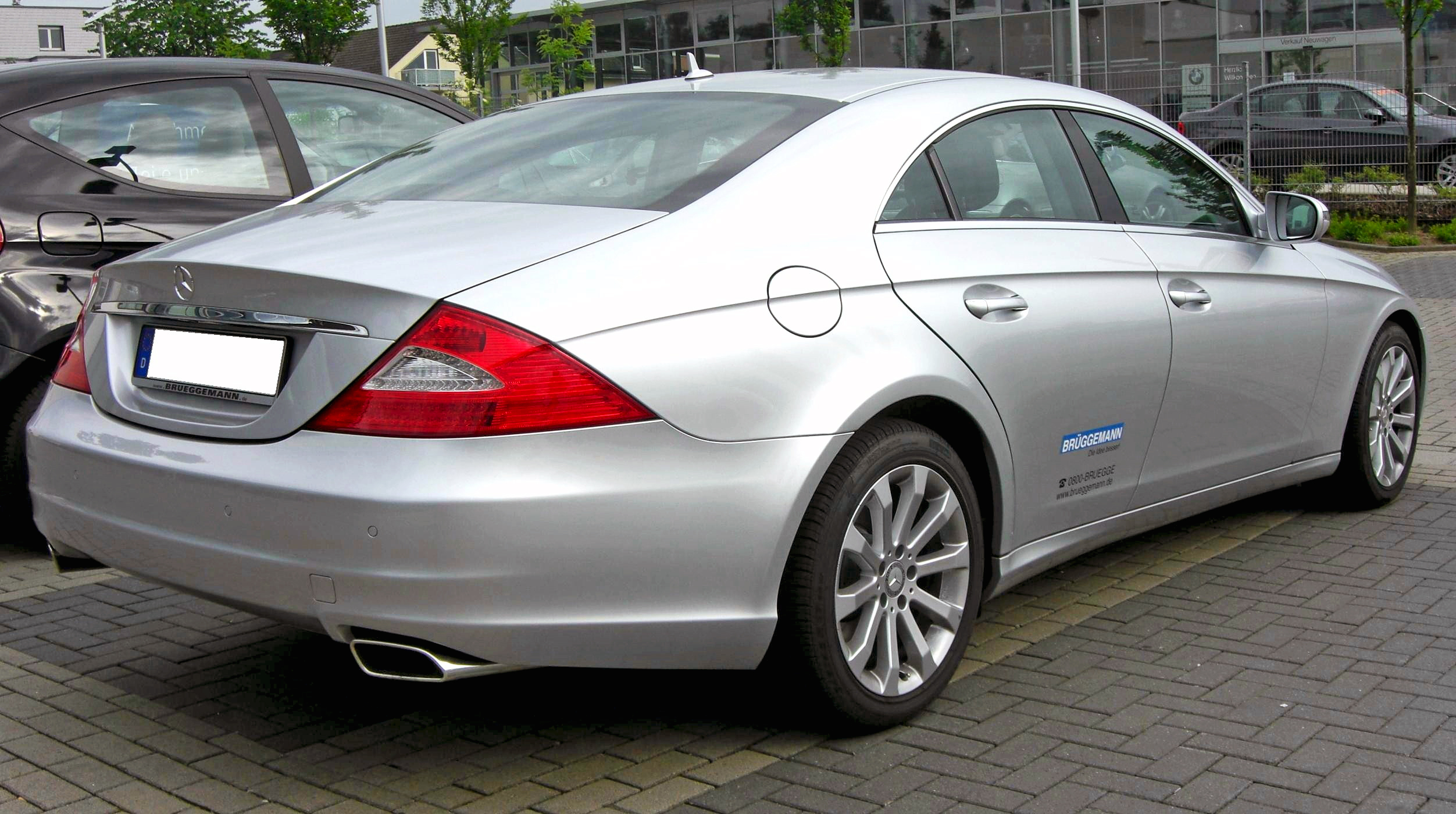

Mercedes-Benz ha puesto todas sus características de seguridad más recientes en la Clase CLS. Además de los airbags delanteros, hay bolsas de aire laterales en los asientos delanteros y bolsas de aire laterales tipo cortina en todas partes. El automóvil cuenta con un sistema de sensores "inteligente" para los cinturones de seguridad y bolsas de aire que pueden detectar y reaccionar ante la gravedad del accidente. Una función opcional llamada «Pre-Safe», es un sistema que predice una inminente colisión, cuando el sistema está activado, el cinturón de seguridad se tensan, el asiento del pasajero delantero se ajusta al posicionamiento para estrellarse y el techo corredizo se cierra automáticamente. Los ingenieros de Mercedes-Benz  describen esta función como un sistema de reflejos similar a los reflejos humanos.
La suspensión de aire tiene tres ajustes. El valor predeterminado, «Comfort», es ideal en condiciones normales de conducción; por ejemplo, la rigidez aumenta según aumenta la velocidad del coche. "Sport 1" y "Sport 2"  dan al coche mayor agilidad y estabilidad en circuitos revirados y con baches. El coche también se puede levantar tres pulgadas (76 mm), si es necesario.
El Clase CLS viene con opción de cuatro colores para el interior, tres tipos de cuero y dos tipos de madera. El interior de cuero viene de serie con tapicería de cuero Nappa disponible en los modelos designó. Los Colores de madera son Burl nogal oscuro y laurel. La carrocería podía ser de los siguientes colores: Negro, Gris basalto, Rojo Sunset y cachemira. 
Hay 33 pulgadas (838 mm) de espacio para las piernas traseras, a diferencia del clase. Las siguientes características son estándar en todos los modelos: calentada con atenuación automática del espejo, indicador de temperatura exterior, limpiaparabrisas, con sensor de lluvia y faros con luces de proyector, sistema de climatizador automático, que evalúa y ajusta los niveles de temperatura y humedad interior y filtra el aire en la cabina. También posee controles duales, tanto en los asientos delanteros y traseros.
Otras características disponibles incluyen: limpieza automática de los faros bi-xenón HID , guiado por radar DISTRONIC, control de crucero , el poder sunroof, Arranque sin llave, sistema de autorización de accionamiento y sensores de estacionamiento Parktronic, sistema COMAND, navegación GPS y sonido surround de audio.

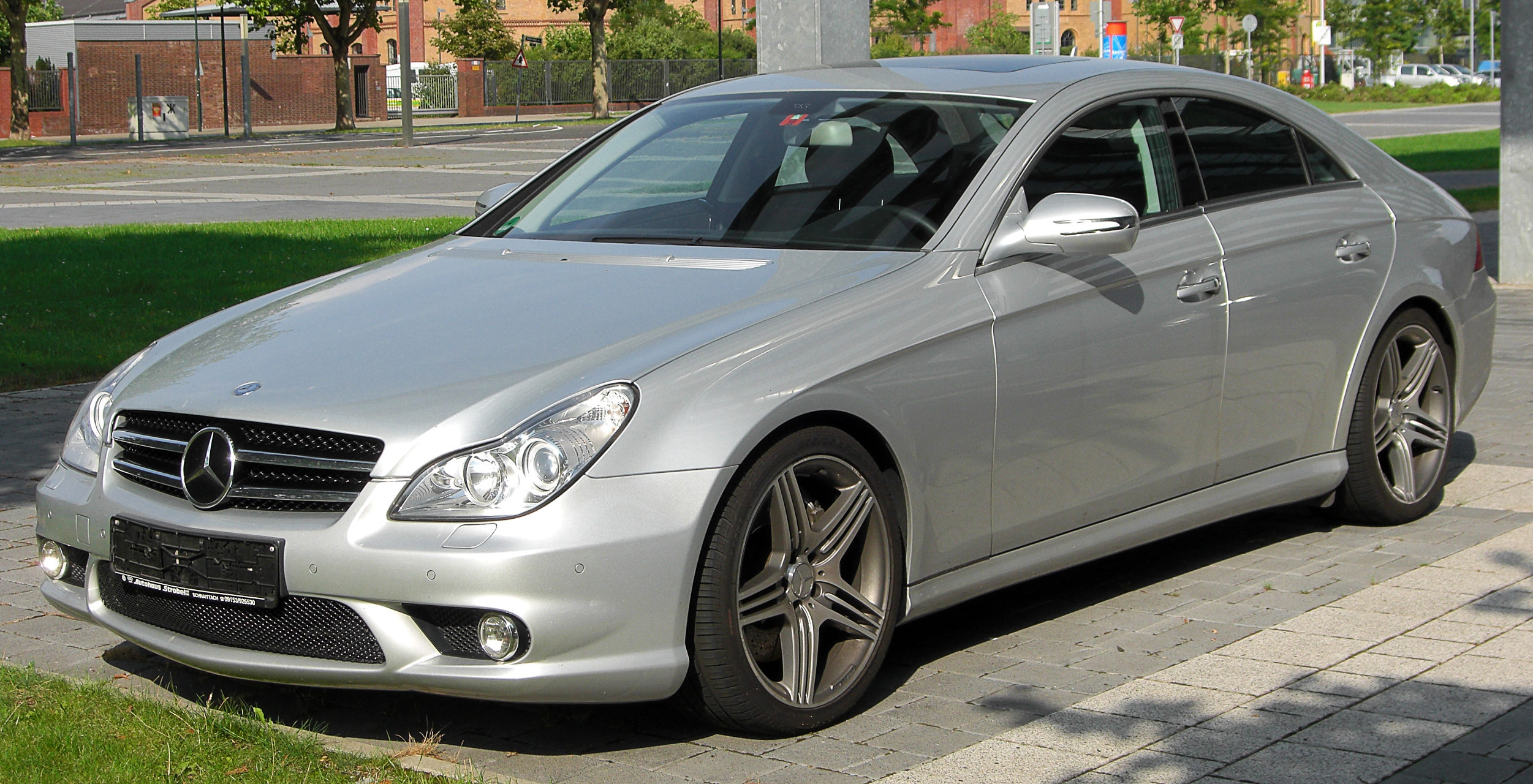
Mercedes CLS 63 AMG

El CLS 55 AMG y CLS 63 AMG son versiones modificadas de los CLS producidos por Mercedes-AMG. Características exclusivas de los modelos AMG incluyen: asientos deportivos, llantas de aleación ligeras con neumáticos más anchos de 18 pulgadas (457 mm) (para el Reino Unido), llantas de aleación ligeras de 19 pulgadas de cinco radios  (estándar en América del Norte, opcional para todos otros mercados), grandes entradas de aire y tubos de escape cromados ovalados.

### Motorizaciones
| Periodo                        | 2008-2009                 | 2009-2010                 | 2004-2006                            | 2006-2010                            | 2004-2006                            | 2006-2010                            | 2004-2006                            | 2006-2010                            |         |         |
| Identificación del motor       | M 272 E 30                | M 272 E 30                | M 272 E 35                           | M 272 DE 35                          | M 113 E 50                           | M 273 E 55                           | M 113 E 55 ML                        | M 156 E 63                           |         |         |
| Tipo de motor                  | V6 24v                    | V6 24v                    | V6 24v                               | V6 24v, inyección directa            | V8 24v                               | V8 32v                               | V8 24v, compresor, intercooler       | V8 32v                               |         |         |
| Diámetro x carrera             | 88.0 mm × 82.1 mm         | 88.0 mm × 82.1 mm         | 92.9 mm × 86.0 mm                    | 92.9 mm × 86.0 mm                    | 97.0 mm × 84.0 mm                    | 98.0 mm × 90.5 mm                    | 97.0 mm × 92.0 mm                    | 102.2 mm × 94.6 mm                   |         |         |
| Cilindrada                     | 2996 cm³                  | 2996 cm³                  | 3498 cm³                             | 3498 cm³                             | 4966 cm³                             | 5461 cm³                             | 5439 cm³                             | 6208 cm³                             |         |         |
| Relación de compresión         | 11.3: 1                   | 11.3: 1                   | 10.7: 1                              | 12.2: 1                              | 9.5: 1                               | 10.7: 1                              | 9.0: 1                               | 11.3: 1                              |         |         |
| Potencia máxima: CV (kW) @ rpm | 231 CV (170 kW) @ 6000    | 231 CV (170 kW) @ 6000    | 272 CV (200 kW) @ 6000               | 292 CV (215 kW) @ 6400               | 306 CV (225 kW) @ 5600               | 388 CV (285 kW) @ 6000               | 476 CV (350 kW) @ 6100               | 514 CV (378 kW) @ 5800               |         |         |
| Par máximo: Nm @ rpm           | 300 Nm @ 2500-5000        | 300 Nm @ 2500-5000        | 350 Nm @ 2400-5500                   | 365 Nm @ 3000                        | 460 Nm @ 2700-4200                   | 530 Nm @ 2800-4800                   | 700 Nm @ 2650-4500                   | 630 Nm @ 5200                        |         |         |
| Tracción                       | Trasera                   | Trasera                   | Trasera                              | Trasera                              | Trasera                              | Trasera                              | Trasera                              | Trasera                              | Trasera | Trasera |
| Transmisión                    | Automática, 7 velocidades | Automática, 7 velocidades | Automática, 7 velocidades            | Automática, 7 velocidades            | Automática, 7 velocidades            | Automática, 7 velocidades            | Automática, 5 velocidades            | Automática, 7 velocidades            |         |         |
| Peso                           | 1655 kg                   | 1655 kg                   | 1655 kg                              | 1660 kg                              | 1735 kg                              | 1760 kg                              | 1845 kg                              | 1830 kg                              |         |         |
| Aceleración 0–100 km/h         | 7.7 s                     | 7.7 s                     | 7.0 s                                | 6.7 s                                | 6.1 s                                | 5.4 s                                | 4.7 s                                | 4.5 s                                |         |         |
| Velocidad máxima               | 245 km/h                  | 245 km/h                  | 250 km/h (Limitada electrónicamente) | 250 km/h (Limitada electrónicamente) | 250 km/h (Limitada electrónicamente) | 250 km/h (Limitada electrónicamente) | 250 km/h (Limitada electrónicamente) | 250 km/h (Limitada electrónicamente) |         |         |
| Consumo combinado (L/100 km)   | 9.8                       | 9.8                       | 10.1                                 | 9.3                                  | 11.3                                 | 11.8                                 | 13.6                                 | 14.5                                 |         |         |

| Periodo                        | 2005-2009                                                  | 2009-2010                                                  |         |         |         |
| Identificación del motor       | OM 642 DE 30 LA                                            | OM 642 DE 30 LA                                            |         |         |         |
| Tipo de motor                  | V6 24v, inyección directa, common-rail, turbo, intercooler | V6 24v, inyección directa, common-rail, turbo, intercooler |         |         |         |
| Diámetro x carrera             | 83.0 mm × 92.0 mm                                          | 83.0 mm × 92.0 mm                                          |         |         |         |
| Cilindrada                     | 2987 cm³                                                   | 2987 cm³                                                   |         |         |         |
| Relación de compresión         | 17.7: 1                                                    | 17.7: 1                                                    |         |         |         |
| Potencia máxima: CV (kW) @ rpm | 224 CV (165 kW) @ 4000                                     | 224 CV (165 kW) @ 4000                                     |         |         |         |
| Par máximo: Nm @ rpm           | 510 Nm @ 1800                                              | 510 Nm @ 1800                                              |         |         |         |
| Tracción                       | Trasera                                                    | Trasera                                                    | Trasera | Trasera | Trasera |
| Transmisión                    | Automática, 7 velocidades                                  | Automática, 7 velocidades                                  |         |         |         |
| Peso                           | 1740 kg                                                    | 1740 kg                                                    |         |         |         |
| Aceleración 0–100 km/h         | 7.0 s                                                      | 7.0 s                                                      |         |         |         |
| Velocidad máxima               | 246 km/h                                                   | 246 km/h                                                   |         |         |         |
| Consumo combinado (L/100 km)   | 7.6                                                        | 7.6                                                        |         |         |         |

### Brabus Rocket

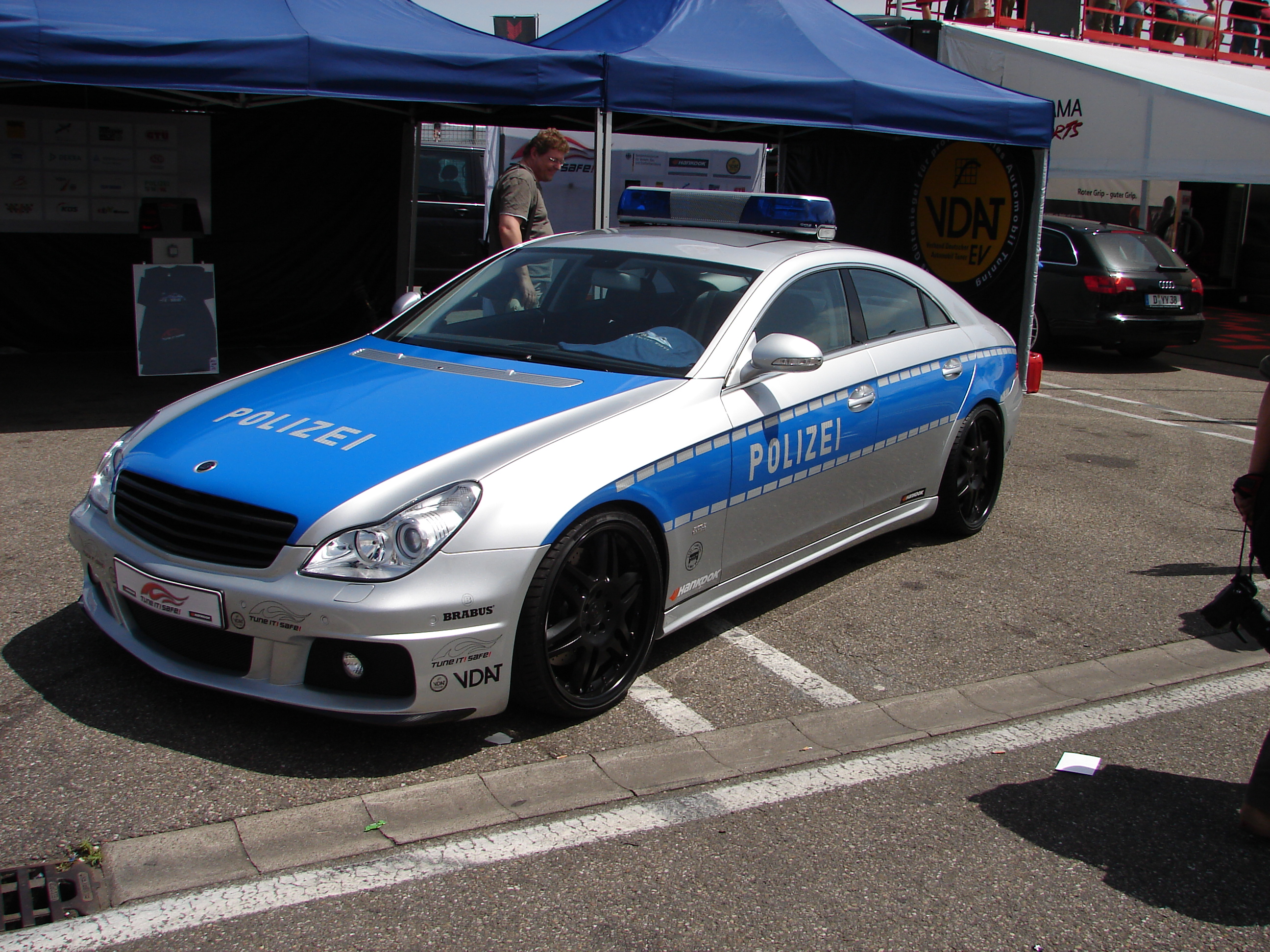
Brabus Rocket Polizei

El Brabus Rocket es una versión superdeportiva del CLS producida entre 2006 y 2015. El motor original fue sustituido por un motor 6.3 V12, la suspensión, los frenos y la transmisión automática están optimizados.

## Segunda generación (W218, 2009-2018)
Mercedes-Benz presentó la segunda generación del CLS en agosto de 2010 en el Salón del Automóvil de París y la comercialización comenzó el 29 de enero de 2011. 
El CLS está disponible con motores de cuatro cilindros, V6 diesel y variantes V6 y V8 de gasolina. En 2011, las ventas fueron de 32.533. A principios de 2011 fue presenta la versión AMG del vehículo, el CLS 63 AMG que equipaba un  nuevo motor V8 de 5.5 litros biturbo.

### Shooting Brake

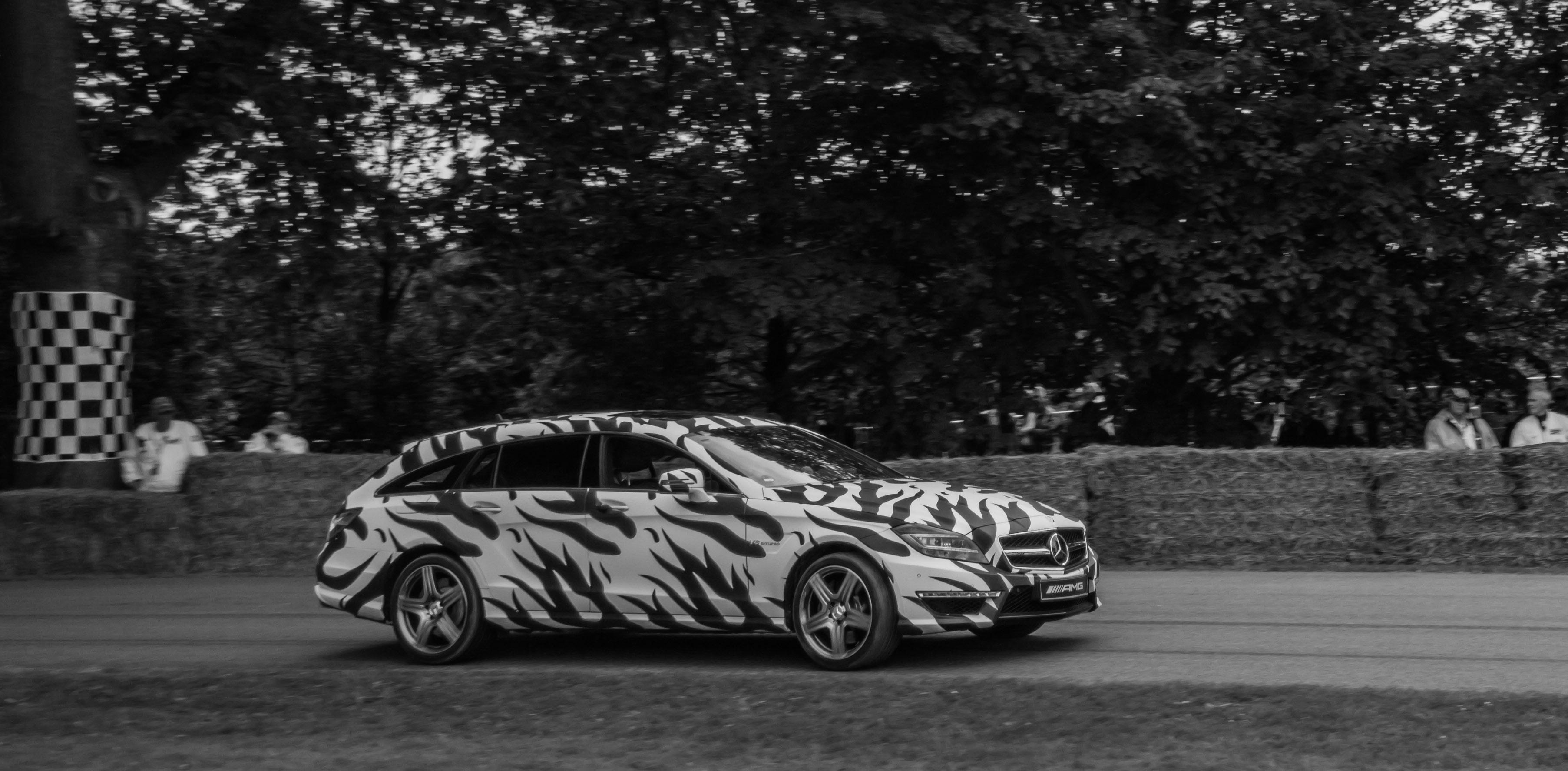
Versión familiar

Mercedes-Benz presentó una nueva idea en el Salón del Automóvil de Pekín de 2010 que es una versión familiar del CLS. En el junio de 2012 fue anunciada una versión de producción de este modelo.

## Tercera generación (W257, 2018-2023)
En el 2018, Mercedes lanzó una nueva versión del Mercedes CLS. La primera versión que ofrece como opción el cuadro de instrumentos completamente digital.